# تضاد اجتماعی
تضاد اجتماعی (به انگلیسی: Social conflict) یا کشمکش برای کسب عاملیت یا قدرت در جامعه است. تضاد اجتماعی زمانی رخ می‌دهد که دو یا چند نفر در تعامل اجتماعی با یکدیگر مخالفت کنند و هر کدام در تلاش برای دستیابی به اهداف ناسازگار ولی مانع رسیدن دیگری به اهداف خود، قدرت اجتماعی را به‌طور متقابل اعمال می‌کنند. این یک رابطه اجتماعی است که در آن کنش عمدی در جهت اجرای اراده خود کنشگر، برخلاف مقاومت دیگران است.

## نظریه تضاد
نظریه تضاد به جای هنجارها و ارزش‌ها، بر منافع تأکید می‌کند. تعقیب منافع انواع مختلفی از تضاد را ایجاد می‌کند که در نتیجه به عنوان یک جنبه عادی از زندگی اجتماعی تلقی می‌شود تا یک رخداد نابهنجار. رقابت بر سر منابع اغلب علت تضاد است. این نظریه سه اصل دارد:
- جامعه از گروه‌های مختلفی تشکیل شده‌است که برای کسب منابع با هم رقابت می‌کنند.
- جوامع ممکن است حس همکاری را به تصویر بکشد ولی جنگ قدرت مستمری بین گروه‌های اجتماعی وجود دارد زیرا آنها به دنبال منافع خود هستند. در درون جوامع، فقط برخی از گروه‌ها، منابع و ابزار تولید خاص را کنترل می‌کنند.
- گروه‌های اجتماعی از منابع به نفع خود برای دستیابی به اهدافشان استفاده می‌کنند و اغلب از کسانی سوء استفاده می‌کنند که بر منابع کنترل ندارند. در نتیجه، بسیاری از گروه‌های تحت سلطه در تلاش برای کسب قدرت کنترل، با گروه‌های دیگر مبارزه خواهند کرد. اغلب، گروه‌هایی قدرت را به دست می‌آورند یا حفظ می‌کنند که بیشترین منابع را دارند زیرا آنها منابع لازم برای حمایت از قدرت خود را آورده‌اند. این ایده که کسانی که قدرت کنترل دارند، کنترل را حفظ خواهند کرد به عنوان اثر متیو شناخته می‌شود.

یکی از شاخه‌های نظریه تضاد جرم‌شناسی انتقادی است، اصطلاحی مبتنی بر این دیدگاه که علت اصلی جرم، ظلم و ستم است که ناشی از نیروهای اجتماعی و اقتصادی است که در یک جامعه خاص عمل می‌کنند. این دیدگاه از کارل مارکس جامعه‌شناس و فیلسوف آلمانی ناشی می‌شود که نظام قضایی و قوانین را به نفع ثروتمندان و قدرتمندان یک جامعه می‌دانستند و فقرا را برای جنایات بسیار کوچک‌تر به شدت مجازات می‌کردند.

## تضاد زیست‌محیطی
در سده بیست و یکم، دانشگاهیان و سیاست‌گذاران به‌طور فزاینده‌ای در مورد تخریب محیط زیست به عنوان یک محرک تضاد اجتماعی نگران شدند. حوزه بوم‌شناسی سیاسی این تضادها را در رابطه با پویایی‌های قدرت گسترده‌تر (اغلب جهانی) و جنبش‌های اجتماعی همانند جنبش عدالت زیست‌محیطی و محیط زیست‌گرایی فقرا مورد مطالعه قرار می‌دهد.

## کارل مارکس
کارل مارکس در کتاب مقدمه‌ای بر نقد اقتصاد سیاسی خاطرنشان کرده‌است:
انسان‌ها در تولید اجتماعی هستی خود ناگزیر وارد روابط معینی می‌شوند که مستقل از اراده آنهاست یعنی ساختار اقتصادی جامعه، شالوده واقعی، که روبنای حقوقی و سیاسی بر آن برمی‌خیزد و اشکال معینی از آگاهی اجتماعی با آن مطابقت دارد. شیوه تولید زندگی مادی روند کلی زندگی اجتماعی، سیاسی و فکری را مشروط می‌کند. این آگاهی انسان‌ها نیست که وجود آنها را تعیین می‌کند، بلکه وجود اجتماعی آنهاست که آگاهی آنها را تعیین می‌کند. نیروهای مولد مادی جامعه در مرحله‌ای از توسعه، با مناسبات تولیدی موجود یا - که صرفاً همین را در اصطلاح حقوقی بیان می‌کند - با روابط مالکیتی در تضاد قرار می‌گیرند که تاکنون در چارچوب آن عمل کرده‌اند. از اشکال توسعه نیروهای مولد، این روابط به بند آنها (دستبند) تبدیل می‌شود. سپس عصر انقلاب اجتماعی آغاز می‌شود. تغییرات در بنیان اقتصادی دیر یا زود به دگرگونی کل روبنای عظیم می‌انجامد.
در مطالعه این گونه دگرگونی‌ها همیشه لازم است بین دگرگونی مادی شرایط اقتصادی تولید که با دقت علم طبیعی مشخص می‌شود و شکل‌های حقوقی، سیاسی، مذهبی، هنری یا فلسفی - به‌طور خلاصه، اشکال ایدئولوژیک در که انسان‌ها از این درگیری آگاه می‌شوند و نبرد آن را برطرف می‌کنند. همان‌طور که شخص را بر اساس آنچه در مورد خود می‌اندیشد قضاوت نمی‌کنیم، نمی‌توان چنین دوره دگرگونی را با آگاهی آن قضاوت کرد ولی برعکس، این آگاهی را باید از تضادهای زندگی مادی، از تضاد موجود بین نیروهای اجتماعی تولید و روابط تولید توضیح داد. هیچ نظم اجتماعی پیش از آنکه تمامی نیروهای مولده ای که برای آنها توسعه یافته کافی باشد، نابود نمی‌شود، و روابط برتر تولیدی جدید هرگز جایگزین روابط قدیمی تر نمی‌شود، قبل از اینکه شرایط مادی وجود آنها در چارچوب جامعه قدیم به بلوغ برسد.
بنابراین، بشر ناگزیر تنها وظایفی را برای خود تعیین می‌کند که قادر به حل آنها باشد زیرا بررسی دقیق تر همیشه نشان می‌دهد که خود مشکل تنها زمانی به وجود می‌آید که شرایط مادی برای حل آن از قبل وجود داشته باشد یا حداقل در جریان شکل‌گیری باشد. به‌طور کلی، شیوه‌های تولید آسیایی، باستانی، فئودالی و مدرن بورژوایی را می‌توان به‌عنوان دوره‌هایی تعیین کرد که نشان‌دهنده پیشرفت در توسعه اقتصادی جامعه است. شیوه تولید بورژوایی آخرین شکل آنتاگونیستی (ستیهندگی) فرایند اجتماعی تولید است - نه به معنای تضاد فردی، بلکه به معنای تضادی است که از شرایط اجتماعی موجودیت افراد نشأت می‌گیرد ولی نیروهای مولده در حال توسعه در جامعه بورژوایی شرایط مادی را نیز برای حل این تضاد ایجاد می‌کنند. پیش از تاریخ جامعه بشری بر این اساس با این شکل‌گیری اجتماعی بسته می‌شود.
کارل مارکس، یک انقلابی آلمانی، بر دیدگاه‌های ماتریالیستی خود در مورد مالکیت و ابزار تولید تأکید کرد. او استدلال می‌کرد آنچه بیش از همه ارزش دارد، نتیجه کار انسانی است، و او ایده‌های خود را بر اساس یک جامعه سرمایه‌داری پایه‌گذاری کرد، که بیشتر پول در اختیار افراد کمی است. این باعث تمایزی بین طبقه صنعتگران و طبقه کارگر می‌شود. معدود صنعتگران صاحب ابزار تولید هستند. طبقه کارگر با فروش نیروی کار خود دستمزد می‌گیرد. مشکلات به این دلیل قابل توجه است که طبقه بالا می‌خواهد با کمترین پول بیشترین تولید را داشته باشد. ارزش اضافی ایجاد می‌شود که سودی که صنعتگران از آن به دست می‌آورند توسط کارگرانی که بیشتر از آنچه که کارفرمایان واقعاً نیاز دارند برای بازپرداخت هزینه‌های استخدام نیروی کار تولید می‌کنند. رخداد دیگر استثمار است یعنی کارگران پول کمتری نسبت به ارزش کار خود دریافت می‌کنند. مارکس معتقد بود که شکاف بین صنعت گران و کارگران همچنان رو به افزایش خواهد بود. صنعتگران همچنان به ثروتمندتر شدن ادامه می‌دهند و کارگران همچنان فقیرتر می‌شوند. نظریه تضاد در سراسر روابط و تعاملات بین دو گروه از مردم از جمله نژادها، جنس‌های مخالف و مذاهب دیده می‌شود.
ماکس وبر و کارل مارکس دو رویکرد متفاوت به نظریه تضاد دارند. مارکس از ایده‌های انحراف حمایت کرد و مدعی شد افراد به عنوان پاسخی به نابرابری‌های نظام سرمایه‌داری دست به چنین رفتارهای سرکش و متضاد می‌زنند. وبر تضاد قشربندی اجتماعی و تأثیرات آن بر قدرت سیاسی در جامعه را مورد بحث قرار داد و بر مالکیت، اعتبار و قدرت تأثیرات اصلی بر رفتارهای متضاد گروه‌های جامعه تأکید کرد.
کارل مارکس استدلال کرد: «کارگر هر چه ثروت بیشتری تولید کند فقیرتر می‌شود، قدرت و دامنه تولیدش بیشتر می‌شود. کارگر هر چه کالاهای بیشتری بسازد به کالایی ارزان‌تر تبدیل می‌شود. با افزایش ارزش جهان اشیاء به تناسب مستقیم با کاهش ارزش جهان انسان پیش می‌رود. نیروی کار نه تنها کالاها را تولید می‌کند. خود و کارگر را به عنوان یک کالا تولید می‌کند -- و این کار را به نسبتی که کالاها را به‌طور کلی تولید می‌کند، انجام می‌دهد.»
یک کالا یک ارزش مصرف اجتماعی است که توسط مالک آن نه برای مصرف شخصی، بلکه برای مبادله تولید می‌شود. مارکس باورمند بود یک کارآفرین باید با چیزهای بیشتری همراه باشد که شرکت و قدرت او گسترش یابد. این کار هر بار که دامنه قدرت او افزایش می‌یابد دشوارتر می‌شود. در نهایت، او به یک کالا تبدیل می‌شود که دیگر نمی‌تواند با این تجارت همراه شود و باید آن را برای فروش در بازار عرضه کند.

## سایر کاوشگران
لوئیس آلفرد کوزر بر سر موضوع تضاد اجتماعی با اکثر جامعه‌شناسان آمریکایی دیگر موافق نیست و باورمند است که آنها به شدت از مفهوم و کارکرد تضاد اجتماعی غفلت کرده‌اند و به اشتباه درک کرده‌اند. او تضاد اجتماعی را این گونه تعریف می‌کند: «مبارزه بر سر ارزش‌ها و ادعای موقعیت، قدرت و منابع کمیاب که در آن هدف مخالفان خنثی کردن، آسیب رساندن یا حذف رقبایشان است.»
در اینجا به برخی از انواع تضادهای اجتماعی اشاره می‌شود:
- تضاد شامل موقعیت‌های اجتماعی
- تضاد منافع
- تضاد نقش، که شامل نقش اجتماعی است.